# Thank You for the Music
Эта статья о песне ABBA, о альбоме 1983 года см. Thank You for the Music: A Collection of Love Songs,
о альбоме 1994 года см. Thank You for the Music (альбом).
«Thank You for the Músic» — песня шведской группы ABBA, записанная в 1977 году для альбома The Album, а также использованная в качестве второй стороны для хита 1978 года «Eagle» и включённая в фильм ABBA: The Movie. Она стала двадцать шестым и последним синглом группы в Великобритании, выпущенным в ноябре 1983 года для продвижения компиляции лейбла Epic Records Thank You for the Music: A Collection of Love Songs. Трек с альбома Super Trouper «Our Last Summer» послужил второй стороной.
Агнета Фельтског исполнила ведущий вокал, Анни-Фрид Лингстад присоединялась в припевах. «Thank You for the Music» стала частью мини-мюзикла «The Girl with the Golden Hair», включённого в мировое турне ABBA января—марта 1977 года. Она явилась первым по порядку треком, вместе с «I Wonder (Departure)», «I’m a Marionette» и «Get on the Carousel». Эти композиции появились на альбоме The Album, за исключением последнего, остающегося неизданным по сей день. До выхода альбома «Voyage» в сентябре 2021 года сингл считался последним в истории группы ABBA.
В экранизации мюзикла «Mamma Mia!» 2008 года песня была исполнена Амандой Сейфрид во время финальных титров.

## Gracias por la Música
«Gracias por la Música» — испаноязычная версия «Thank You for the Music» с текстом авторства Buddy и Mary McCluskey. Стороной Б послужила испанская версия «Gimme! Gimme! Gimme! (A Man After Midnight)» под названием «¡Dame! ¡Dame! ¡Dame!». Песня вышла в марте 1980 года для продвижения одноименного альбома-компиляции Gracias Por La Música. Песня понравилась широкой латиноамериканской публике и заняла 4-ю позицию в чартах Аргентины.

## Перевыпуск 1983 года
Англоязычная же версия «Thank You for the Music» в тот момент вышла только в Соединённом Королевстве, достигнув лишь невысокой 33-й позиции, несмотря на то, что издание было издано в другой, более «привлекательной» обложке по сравнению с оригинальным релизом. Невысокая позиция в чарте может быть объяснена тем, что популярность ABBA значительно снизилась со времён их предыдущего топ-10 хита в 1981 году, а также тем обстоятельством, что песня присутствовала на альбомах The Album и Greatest Hits Vol. 2 (оба стали №1 в чартах альбомов Британии и других стран) и исполнялась во время мирового турне группы. Таким образом, фанатам эта песня была уже более чем знакома. Да и само название «Thank You for the Music» — Спасибо за музыку — звучит как прощание группы с публикой и потому воспринимается некоторыми как песня, заготовленная ABBA именно для этой цели.

## Кавер-версии и прочее
- Немецкая евродэнс-группа E-Rotic записала свою версию песни для трибьют-альбома 1997 года Thank You For The Music[4].
- Оригинальная запись ABBA присутствует в фильме «ABBA: The Movie» (1977).
- Группа The Carpenters исполнила песню в прямом телеэфире в 1978 году.
- Песня присутствует в мюзикле Mamma Mia! (без первого куплета) и в его экранизации (в полном объёме).